# Starke Gefühle
Starke Gefühle ist ein Lied der deutschen Schlagersängerin Juliane Werding aus dem Jahr 1988.

## Entstehung und Veröffentlichung
Das Lied wurde von Michael Kunze und Harald Steinhauer geschrieben, wobei die Komposition von Steinhauer und der Text von Kunze entstammt. Steinhauer zeichnete darüber hinaus für die Produktion verantwortlich.
Die Erstveröffentlichung von Starke Gefühle erfolgte als Teil von Juliane Werdings zehntem Studioalbum Tarot am 25. Juli 1988 bei WEA Records. Im Folgemonat erschien es als Singleauskopplung aus dem Album. Diese erschien als 7″-Single mit der B-Seite Halt mich fest, Liebster.
Um das Lied zu bewerben, erfolgten Liveauftritte in der ZDF-Hitparade, wo es in den Ausgaben vom 7. September 1988 und am 2. November 1988 je den ersten Platz belegte.

## Inhalt
In diesem Lied wird der Refrain mehrmals in einem anderen Zusammenhang verwendet. Es beschreibt den Weg in eine Beziehung und hinaus, über das Verlieben und die darauf folgende feste Beziehung, den dann folgenden Betrug und Beenden der Beziehung, die mit dem Tod des Betrügenden endet und letztlich aufklärt, wie der Refrain gemeint war.

## Charts und Chartplatzierungen
| ChartsChartplatzierungen | Höchstplatzierung | Wochen |
| ------------------------ | ----------------- | ------ |
| Deutschland (GfK)        | 34 (9 Wo.)        | 9      |